# Jazz Samba (album)
| Recensione | Giudizio |
| ---------- | -------- |
| AllMusic   | [ 1 ]    |

Jazz Samba è un album di Stan Getz e Charlie Byrd pubblicato nell'aprile del 1962 dalla Verve Records.

## Il disco

### La storia
Jazz Samba è considerato il primo disco nel quale il jazz si è fuso con la bossa nova e con i ritmi del samba vero e proprio e che ha dato vita allo stile musicale omonimo.
Nel 1961, Charlie Byrd, un chitarrista che lavorava a Washington, fu invitato a effettuare una tournée di 12 settimane in Brasile con il suo trio (di cui facevano parte il bassista Keter Betts ed il batterista Buddy Deppenschmidt) per conto del Dipartimento alla Difesa statunitense.
Per Byrd si trattava di una grande occasione, una delle occasioni più grandi della sua vita: fino ad allora aveva avuto una discreta carriera come chitarrista elettrico in varie orchestre sin dalla fine degli anni quaranta e aveva suonato con Woody Herman tra il 1958 e il 1959. A Washington si era specializzato nella riproposizione in chiave jazz di standard utilizzando la chitarra classica. La chitarra, nel jazz, era però sostanzialmente ferma a Charlie Christian. Byrd, che aveva suonato con Django Reinhardt a Parigi negli anni della guerra e aveva studiato con Andrés Segovia in Italia nel 1954, cercava ancora una strada per il suo strumento.
Byrd conosceva già la chitarra sudamericana ed in particolare lo stile cubano, ma, arrivato a Rio de Janeiro, rimase colpito dal modo, del tutto nuovo, con cui i brasiliani suonavano: era la "batida" tipica della bossa nova inventata e resa popolarissima dal cantante e chitarrista João Gilberto.
In Brasile ebbe modo di conoscere e suonare con molti dei nuovi musicisti della "nuova onda": oltre a João Gilberto, fu molto impressionato dal talentuoso e virtuoso (anche se ancora immaturo) chitarrista Baden Powell, da molti considerato ancor oggi il miglior interprete del suo strumento e futuro compositore di molti classici della musica popolare brasiliana.
Furono soprattutto i suoi due compagni di viaggio, Betts e Depperschmidt, che approfondirono il nuovo ritmo e ne furono plasmati.
Tornato negli Stati Uniti, con una valigia piena di dischi brasiliani, Charlie Byrd provò a proporre la bossa nova alle case discografiche, ma senza ottenere particolare interesse. Iniziò a suonarla in coppia con il chitarrista Herb Ellis suscitando soltanto qualche curiosità. Tentò di registrare dei pezzi, a New York, con una sezione ritmica che faceva fatica a capire il ritmo da tenere.
Nel frattempo il sassofonista Stan Getz, da poco tornato da un soggiorno di alcuni anni in Danimarca dove si era anche risposato, faticava a sbarcare il lunario: il jazz stava attraversando una profonda crisi commerciale e il suo modo di suonare il sax, più vicino a Lester Young che a John Coltrane, era considerato superato e non interessava più.
Alla ricerca di scritture e di una formazione stabile, Getz arrivò a Washington e qui fu avvicinato da Charlie Byrd, che gli fece ascoltare i dischi di Gilberto, che aveva portato dal Brasile.
Provando ad improvvisare sulle note di Chega de saudade, Getz disse a Byrd: «Non riesco a suonare!». Secondo alcune fonti, fu l'ascolto di Desafinado a convincerlo. In ogni caso, dopo alcune prove, impressionato dalla musica, ma soprattutto dalla voce e dalle melodie di João Gilberto, disse: «Suoniamo questa musica...«.
Tornato a New York, Stan Getz si rivolse a Creed Taylor, produttore della Verve Records. Nell'ufficio di Taylor, i due ascoltarono attraverso il telefono i dischi brasiliani di Charlie Byrd, rimasto a Washington; Taylor fu convinto e acconsentì a produrre il disco.
Getz e Byrd iniziarono a provare con varie formazioni, ma ancora una volta il ritmo "offbeat" della bossa nova non era facile da imparare per dei jazzisti abituati allo swing e al blues. Le battute non erano mai 16 o 32 come negli standards e il batterista newyorkese ingaggiato non riusciva a tenere il tempo senza perdere il controllo della grancassa. Byrd propose allora di ricorrere ai suoi amici di Washington che l'avevano seguito in Brasile e che avevano avuto modo di sperimentare il nuovo ritmo con i suoi inventori.
La mattina del 13 febbraio 1962, Stan Getz e Creed Taylor presero l'aereo dall'aeroporto La Guardia di New York alla volta di Washington. La sessione di registrazione durò 3 o 4 ore al massimo, tanto che i due poterono tornare a casa per l'ora di cena.
Il disco fu registrato da Taylor e dal tecnico Ed Green con un registratore portatile (Ampex o Sony 7 1/2 IPS), all'interno di una chiesa nel quartiere nero della città. La chiesa (Pierce Hall All Souls Unitarian Church) aveva un'ottima acustica e pare fosse stata suggerita da Bill Reichenbach, nuovo batterista di Charlie Byrd.
Alla registrazione parteciparono due batteristi, Reichenbach e Deppenschmidt, Keter Betts al contrabbasso ed il giovane fratello di Byrd, Gene, alla sua prima esperienza discografica, alla chitarra e al contrabbasso.
Con una così potente sezione ritmica, Getz e Byrd poterono fraseggiare e tessere le loro linee melodiche in completo rilassamento, sostenuti da una base che riusciva, finalmente, a suonare il ritmo ascoltato dal gruppo nei dischi di João Gilberto.
Ricorda Charlie Byrd che decise di utilizzare due batterie perché «è così che facevano i brasiliani».
Al ritorno a New York, Creed Taylor era preoccupato per la qualità delle registrazioni, effettuate in condizioni non "professionali"; in particolare il suono del contrabbasso pareva troppo cupo e rimbombante per il fatto che il microfono sembrava troppo distante dallo strumento.
Durante la produzione del disco, ricorda Taylor, l'unica cosa "stonata" pareva il titolo del pezzo Desafinado, che in portoghese significa appunto "stonato". La preoccupazione di Taylor si rivelò infondata: Desafinado ebbe un successo clamoroso.
Antônio Carlos Jobim e Newton Mendonça avevano scritto la canzone, alla fine degli anni cinquanta, dedicandola al gruppetto di nuovi musicisti che Jobim stesso aveva definito "quelli della bossa nova" e che si riunivano a casa della "musa" Nara Leão a Rio de Janeiro:
La scelta dei pezzi non fu facile: oltre al punto fermo Desafinado e all'esclusione di Chega de saudade, indigesta a Getz, Charlie Byrd aveva a disposizione un enorme numero di pezzi tra cui scegliere. Nel disco furono inseriti un brano di Byrd stesso, Samba Dees Days, e uno del grande Ary Barroso, Bahia, già noto negli Stati Uniti perché inserito nella colonna sonora del film della Disney I tre caballeros, del 1945. Completano il disco un gruppetto di pezzi tratti dai dischi di Gilberto. Inoltre fu inserito un pezzo di Baden Powell: durante il suo soggiorno brasiliano, Byrd aveva chiesto al chitarrista carioca se esistevano canzoni di bossa nova in chiave minore. Baden Powell rispose: «L'unico che conosco l'ho scritto io». Era Samba Triste.

### La musica
Opportunamente, la retrocopertina del disco originale recita : "Two jazz soldist play, fresh, contemporary sounds from modern brasilian folk music".
Ancora non si parla di bossa nova, ma è chiaro che si tratta di una musica che ha poco a che fare con la "classica" musica brasiliana nota negli Stati Uniti per le performance di Carmen Miranda, per i film di Fred Astaire e i cartoni della Disney.
La musica è lenta, soffice, rilassata e non assomiglia minimamente al carnevale e ai ritmi neri cliché del Brasile anni '40 e '50. La bossa nova deve qualcosa al cool jazz (in realtà molto meno di quanto credano i critici statunitensi) e molto all'impressionismo francese, ma il ritmo è incalzante, la musica si distende senza intoppi.
Il fraseggio di Stan Getz, ma soprattutto il timbro nel registro medio del suo sax tenore, risaltano perfettamente sul tappeto ritmico offerto dal gruppo. La padronanza dell'armonia delle composizioni di Jobim non è ancora perfetta (lo diventerà dopo la frequentazione tra i due l'anno seguente). Ma il suono è rotondo e il vibrato fa da contraltare all'incalzare del tempo.
Byrd interpreta con grande impegno le sue parti, ma solo a tratti riesce a sostenere la "batida". I suoi assoli sono pregevoli, ma ogni tanto si aggrovigliano senza riuscire a rendere la morbidezza dei migliori chitarristi di bossa nova (oltre a João Gilberto e Baden Powell, vale la pena confrontare la sua esecuzione con le prove di Luiz Bonfá e quelle, nel decennio successivo, di Toquinho).
La sezione ritmica farà scuola, non solo nel jazz americano, ma anche nello stesso Brasile.
Desafinado vede Stan Getz protagonista, ma è la sezione ritmica (memorabile l'introduzione del contrabbasso e l'attacco dei ritmi) che rende il pezzo immortale e attualissimo. Byrd nel suo Samba Dees Days esplora già oltre la bossa nova.
Samba Triste è resa perfettamente dalla chitarra classica e dalla vena "cool" del sassofonista.
In Samba de uma nota só, la "batida", ancora incerta, è la più "brasiliana" del disco, il sax e la chitarra si alternano gli assoli in più di 6 minuti instancabili. Stan Getz osa qui più che negli altri pezzi. Solo il ritornello, piuttosto complicato, del geniale Jobim, risulta dare qualche incertezza al sassofonista.
Gli altri pezzi sono spesso divertenti e divertiti. Bellissimo il duetto alla fine di Bahia.
Il virtuosismo di Stan Getz è, come spesso definito, "empatico" e riesce a rendere la "tristeza" tipica della musica brasiliana (che per Antônio Carlos Jobim è "bellezza" tanto quanto lo è la "felicità"), nonostante non conoscesse i particolarissimi testi delle canzoni. Ha capito la musica suonandola.
Jazz Samba non è solo un disco di jazz suonato su una base ritmica "esotica". È vera fusione tra l'improvvisazione e l'essenza della musica brasiliana. Farà scuola, appunto, non solo nel jazz, ma anche nella bossa nova, che rimarrà perennemente influenzata dall'approccio avuto da questo gruppetto di musicisti americani.

### Il successo
L'album divenne un successo e raggiunse il primo posto della classifica di vendita di Billboard nel marzo del 1963, per gli album stereofonici, rimanendovi per una settimana. Il singolo Desafinado divenne anch'esso un grande successo commerciale. Entrambi vendettero la ragguardevole cifra di 500 000 copie.
Nel 1962 la musica americana si trovava in un momento di grande transizione. Il jazz bianco, cool e californiano, era finito e non vendeva più: solo l'avanguardia nera era in grande attività (era già nato il free jazz e John Coltrane imperava con il suo quartetto). La lunga onda del rock and roll era finita (Elvis Presley era appena tornato dal servizio militare), i Beatles dovevano ancora incidere Love Me Do e James Brown era agli inizi e faceva ancora una musica che era più vicina al rhythm and blues dei race records che alla musica soul della Motown. I grandi compositori americani (Cole Porter, George Gershwin, Irving Berlin, ecc.) erano scomparsi.
Nella musica e nel mercato americano c'era un vuoto e la bossa nova lo riempì per qualche anno allargando il linguaggio e gli orizzonti del jazz e della musica leggera in un modo che diventerà tipico negli anni successivi: la contaminazione di stili e generi fino alla "fusion" vera e propria tra jazz, rock, pop e musica popolare di ogni parte del mondo, fino alla musica classica.
Da questo momento la carriera di Stan Getz riprese in modo vigoroso e il talentuoso sassofonista tornò ai fasti dei Four Brothers continuando a percorrere la strada della bossa nova con ancora maggior successo. Presentando Desafinado durante i suoi spettacoli, Stan Getz la introduceva dicendo: «Questa è la canzone che pagherà gli studi all'università dei miei figli, tutti e cinque.»
Jazz Samba ottenne varie nomination ai Grammy Awards e Stan Getz vinse il Grammy for Best Instrumental Jazz Performance per Desafinado nel 1963.
Desafinado divenne uno "standard" del repertorio jazz e Antonio Carlos Jobim, conosciuto negli Stati Uniti come "il compositore di Desafinado", visto il successo avuto, decise di vistare New York e vi rimase parecchio, sempre alla corte di Creed Taylor e della Verve Records che divenne la casa discografica che maggiormente spinse e trasse beneficio dalla "nuova onda".
Lo stile jazz samba divenne consueto e parte integrante del linguaggio jazzistico come nei decenni precedenti lo erano stati il blues e la musica di Tin Pan Alley e quella dei grandi compositori americani.

## Tracce

### LP
Lato A
1. Desafinado – 5:47 (Antônio Carlos Jobim, Newton Mendonça)
2. Samba Dees Days – 3:30 (Charlie Byrd)
3. O Pato – 2:35 (Jayme Silva, Neuza Teixeira)
4. Samba Triste – 4:45 (Baden Powell, Billy Blanco)

Lato B
1. Samba de uma nota só – 6:07 (Antônio Carlos Jobim, Newton Mendonça)
2. E Luxo Só – 3:40 (Ara Barroso, Luis Peixoto)
3. Baia – 6:35 (Ara Barroso)

### CD
Edizione CD del 1994 (rimasterizzato), pubblicato dalla DCC Compact Classics (GZS-1069)
1. Desafinado – 5:47 (Antônio Carlos Jobim)
2. Samba Dees Days – 3:30 (Charlie Byrd)
3. O Pato – 2:35 (Jayme Silva, Neuza Teixeira)
4. Samba Triste – 4:45 (Baden Powell, Billy Blanco)
5. Samba de Uma Nota Só – 6:07 (Antônio Carlos Jobim, Jon Hendricks, Newton Mendonça)
6. E Luxo Só – 3:40 (Ary Barroso, Luiz Peixoto)
7. Baia – 6:35 (Ary Barroso)
8. Desafinado – 2:00 (Antônio Carlos Jobim) – Traccia bonus - Versione originale singolo (Verve 10260)

## Musicisti
- Stan Getz - sassofono tenore
- Charlie Byrd - chitarra
- Keter Betts - contrabbasso
- Gene Byrd - contrabbasso, chitarra
- Buddy Deppenschmidt - batteria
- Bill Reichenbach - batteria, percussioni

Note aggiuntive
- Creed Taylor - produttore
- Registrazione effettuata il 13 febbraio 1962 alla Pierce Hall, All Souls Unitarian Church di Washington
- Ed Green - ingegnere delle registrazioni
- Olga Albizu - dipinto copertina frontale album originale
- Dom Cerulli - note interne copertina album originale

## Edizioni
- 1962 – LP, Verve Records V-8432, versione mono
- 1962 – LP, Verve Records V6-8432, versione stereo
- 1994 – CD, DCC Compact Classics Verve Records GZS-1069, edizione rimasterizzata digitalmente con traccia aggiuntiva
- 1997 – CD, Verve Records 521 413-2, edizione rimasterizzata digitalmente con traccia aggiuntiva

## Classifica
Album
| Anno | Classifica            | Posizione raggiunta |
| ---- | --------------------- | ------------------- |
| 1963 | Billboard 200         | 1 (dischi stereo)   |
| 1963 | Billboard 200         | 3 (dischi mono)     |
| 1963 | Official Albums Chart | 15                  |

Singoli
| Anno | Titolo del brano | Classifica             | Posizione raggiunta |
| ---- | ---------------- | ---------------------- | ------------------- |
| 1962 | Desafinado       | Billboard Hot 100      | 15                  |
| 1962 | Desafinado       | Adult Contemporary     | 4                   |
| 1962 | Desafinado       | Official Singles Chart | 11                  |